# LVDT

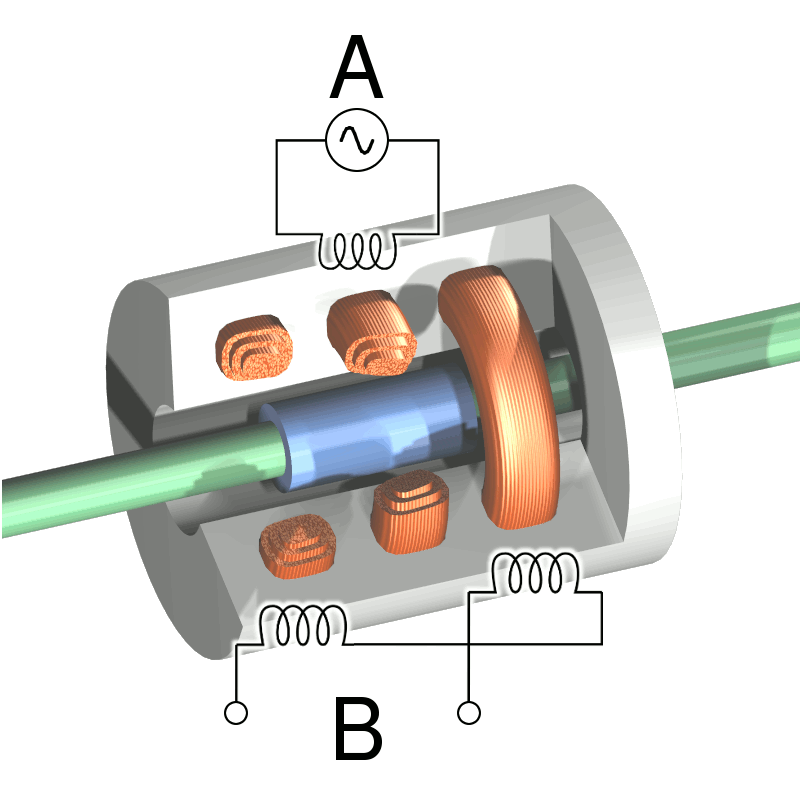

LVDT (Linear Variable Differential Transformer, дифференциальный трансформатор для измерения линейных перемещений, LVDT-датчик) — метод измерения линейных перемещений на базе дифференциального трансформатора.
Типовой диапазон измерений — от сотых долей миллиметра до десятков сантиметров.

## Принцип работы

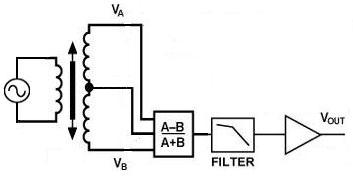

Конструкция состоит из трех соосных обмоток (показаны коричневым на рисунке справа) и подвижного ферромагнитного сердечника на оси трансформатора (показан синим). Сердечник короче чем трансформатор, поэтому при его осевом перемещении меняется коэффициент магнитной связи обмоток. На центральную обмотку подается напряжение возбуждения, с боковых обмоток снимается наведенный сигнал, пропорциональный положению сердечника.
Два возможных принципа обработки сигнала LVDT показаны на рисунках. Частота возбуждения обычно единицы килогерц.